# Вищі ракоподібні
Вищі ракоподібні (Malacostraca, від грецького «м'який панцир») — найбільша група ракоподібних, яка включає десятиногих ракоподібних (краби, раки, креветки), ротоногих раків та криль. Також сюди входять двопарноногі (амфіподи) та рівноногі (ізоподи), які включають переважно наземні форми. Клас нараховує понад 22000 видів, тобто дві третини всіх видів ракоподібних, та включає найбільші за розмірами тіла види. Вперше вищі раки з'являються в Кембрії.
Живуть у водоймах усіх типів на різних глибинах. Є і суходольні типи.
Характерними рисами є постійна кількість сегментів - 8 грудних, 6-7 черевних. Органи виділення антенальні залози. Переважно роздільно статеві.

## Систематика
Систематика вищих ракоподібних має такий вигляд:
Клас Malacostraca Latreille, 1802

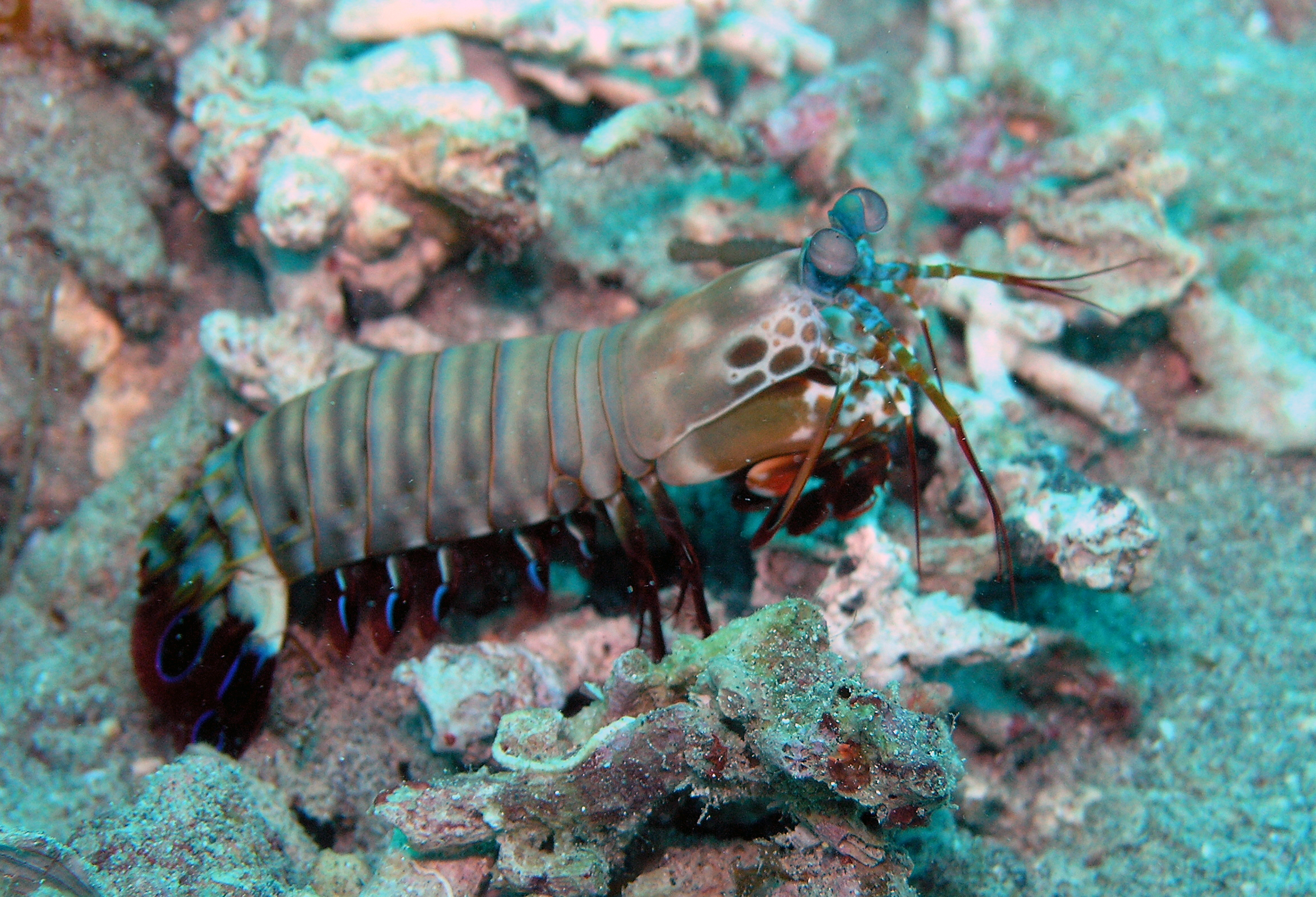
' (Hoplocarida: Stomatopoda)

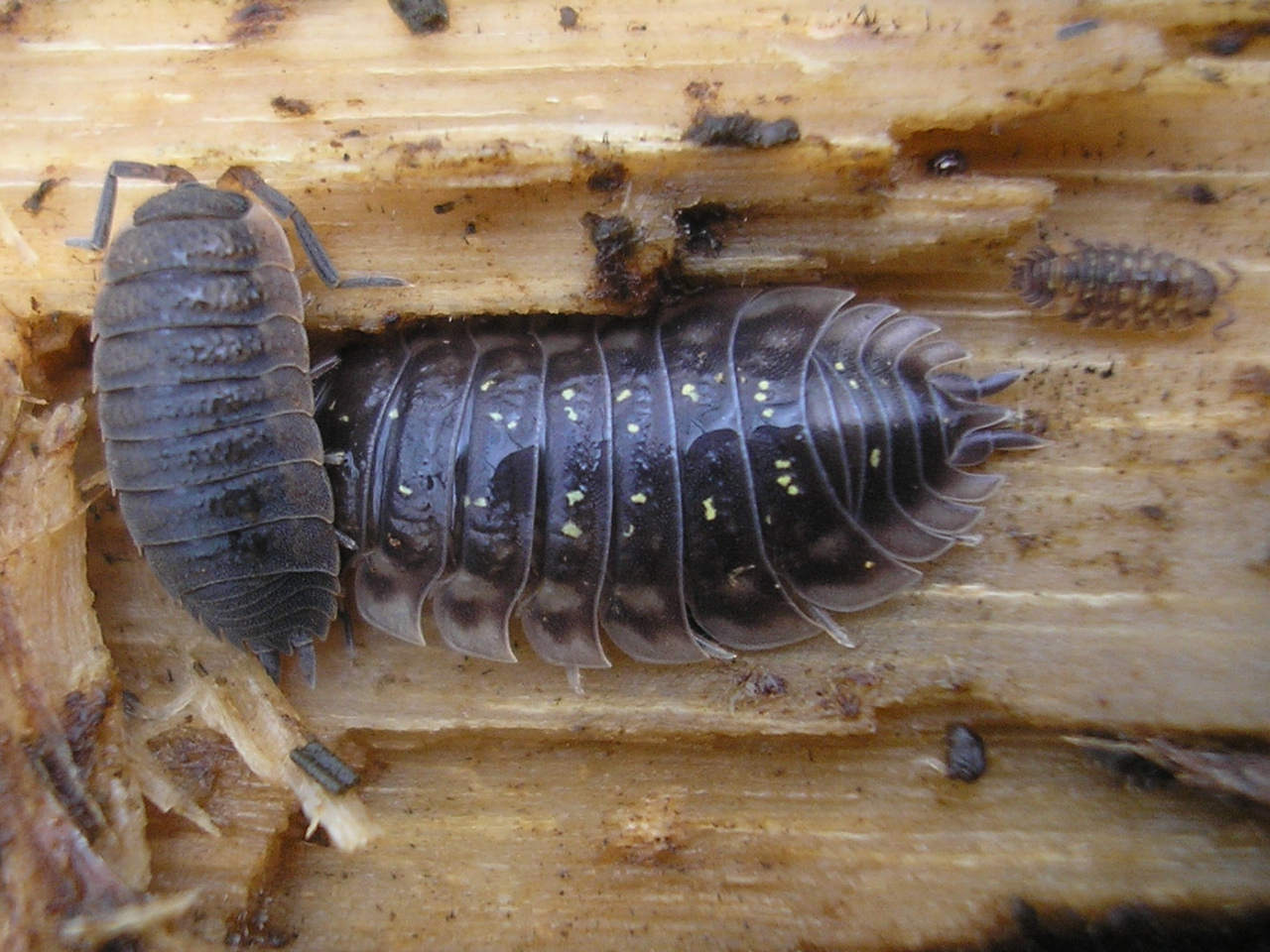
' і ' (Peracarida: Isopoda)

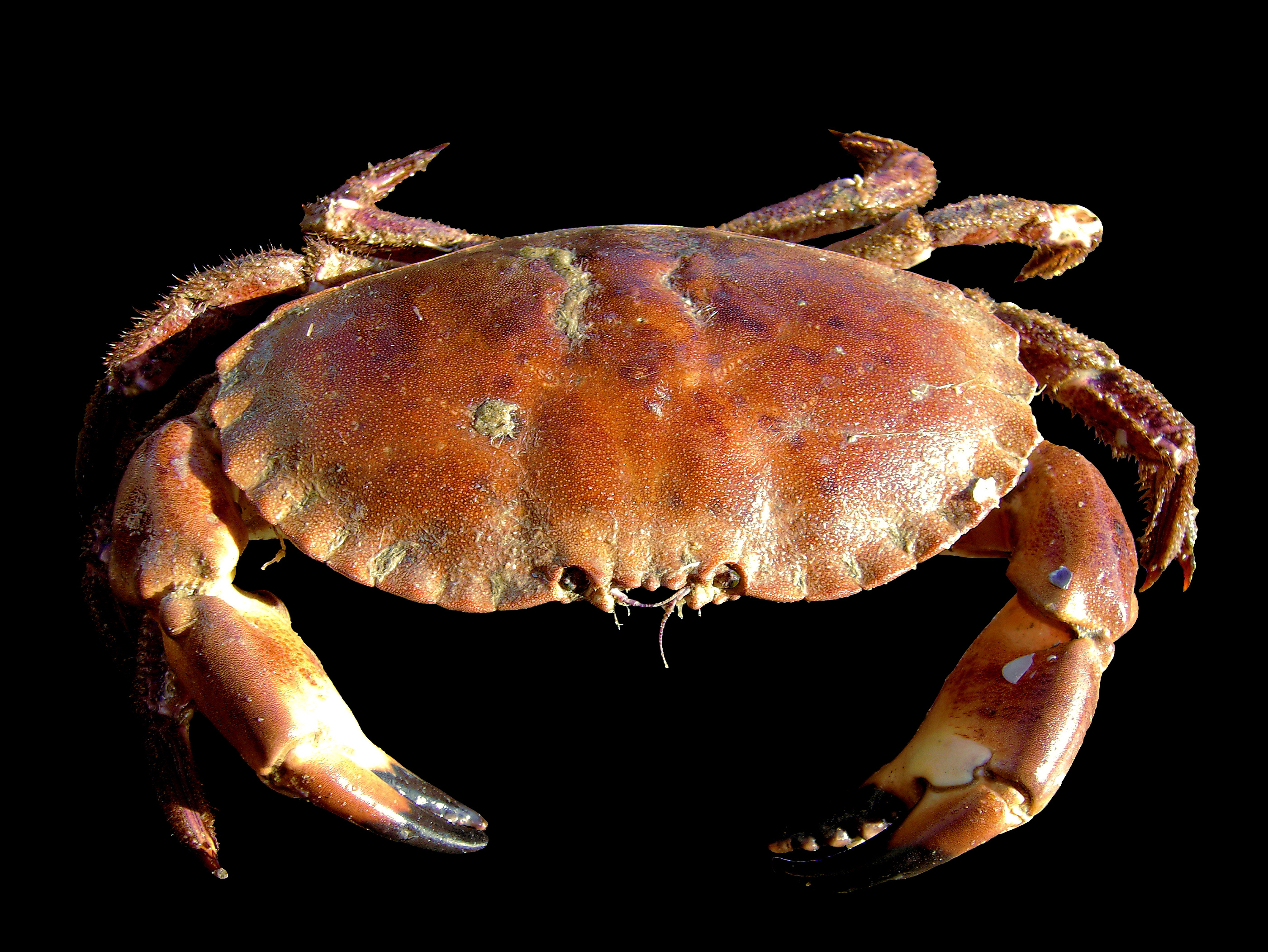
Cancer pagurus (Eucarida: Decapoda)

- Підклас Phyllocarida Packard, 1879

- † Archaeostraca Claus 1888
- † Hoplostraca Schram, 1973
- † Canadaspidida Novožilov in Orlov, 1960
- † Hymenostraca Rolfe, 1969
- Leptostraca Claus, 1880

- Підклас Hoplocarida Calman, 1904

- † Aeschronectida Schram, 1969
- † Archaeostomatopoda Schram, 1969
- Stomatopoda Latreille, 1817

- Підклас Eumalacostraca Grobben, 1892
  - Надряд Syncarida(інші мови) Packard, 1885
    - † Palaeocaridacea(інші мови) Brooks, 1979
    - Bathynellacea(інші мови) Chappuis, 1915
    - Anaspidacea(інші мови) Calman, 1904

  - Надряд Peracarida Calman, 1904
    - Spelaeogriphacea Gordon, 1957
    - Thermosbaenacea Monod, 1927
    - Lophogastrida Sars, 1870
    - Mysida Haworth, 1825
    - Mictacea(інші мови) Bowman et al., 1985
    - Amphipoda Latreille, 1816
    - Isopoda Latreille, 1817
    - Tanaidacea(інші мови) Dana, 1849
    - Cumacea Krøyer, 1846

  - Надряд Eucarida(інші мови) Calman, 1904
    - Euphausiacea Dana, 1852
    - Amphionidacea(інші мови) Williamson, 1973
    - Decapoda Latreille, 1802